# Mohnyin
Mohnyin (birman မိုးညှင်း, móɲ̥íɴ ; shan : Mong Yang) est une ville du sud-ouest de l'État de Kachin, en Birmanie (Union du Myanmar). C'est le chef-lieu du district du même nom.

## Histoire
La ville fut à la tête de la Confédération des États Shan qui détruisit en 1527 le Royaume d'Ava.

## Personnalités
- Eliodoro Farronato (1912-1955), missionnaire italien assassiné à Mong Yang (Mohnyin)